# Noemi Cantele
Noemi Cantele, née le 17 juillet 1981 à Varèse en Lombardie, est une coureuse cycliste italienne, active entre 2002 et 2014.

## Biographie
Professionnelle depuis 2002, Noemi Cantele a notamment remporté le Grand Prix de Plouay à deux reprises.
Au Grand Prix de Plouay 2005, dans l'avant dernier tour, Edita Pučinskaitė accélère dans la côte de Ty Marrec et n'est suivie que par Noemi Cantele. L'Italienne devance la Lituanienne au sprint et remporte donc le Grand Prix de Plouay.
Au Grand Prix de Plouay 2007, à vingt kilomètres de l'arrivée, dans la côte de Lézot, Marta Bastianelli, Noemi Cantele et Oenone Wood se détachent. La leader de la Coupe du monde Nicole Cooke part à leur poursuite et les rejoint au sommet de l'ascension. Dans la dernière ascension de la côte de Ty Marrec, Noemi Cantele accélère à trois reprises et distance ses compagnonnes d'échappée,.
Elle met un terme à sa carrière en juin 2014.

## Palmarès
- 2000
  - Tour de Berne
- 2002
  - 3e étape de l'Eko Tour Dookola Polski
  - 3e de l'Eko Tour Dookola Polski
- 2005
  - Grand Prix de Plouay
- 2006
  - 2e étape de la Route de France
  - 6e étape du Trophée d'Or féminin
  - 1rea et 5e étape du Tour de Toscane féminin-Mémorial Michela Fanini
- 2007
  - Tour du lac Majeur
  - 1re étape du Trophée d'Or féminin
  - Trophée d'Or féminin
  - Grand Prix de Plouay
  - 2ea et 3e étapes du Tour de Toscane féminin-Mémorial Michela Fanini
  - Tour de Toscane féminin-Mémorial Michela Fanini
- 2008
  - Grand Prix de la côte étrusque
  - 3e étape du Tour de Thuringe
- 2009
  -  Championne d'Italie du contre-la-montre
  - Tour du lac Majeur
  - Durango-Durango Emakumeen Saria
  - 5e étape du Tour d'Italie
  - 1re étape du Tour de Toscane féminin-Mémorial Michela Fanini (contre-la-montre par équipes)
  -  Médaillée d'argent du contre-la-montre aux championnats du monde
  -  Médaillée de bronze de la course en ligne aux championnats du monde
  - 2e du Circuit Het Volk féminin
  - 3e du GP Costa Etrusca-Gran Premio Comuni di Riparbella-Montescudaio
  - 5e de la Flèche wallonne féminine (Cdm)
  - 8e du Tour des Flandres féminin
  - 10e de l'Open de Suède Vårgårda (Cdm)
- 2010
  - Classique de Padoue
  - 1re (contre-la-montre par équipes) et 3e étapes du Tour de Toscane féminin-Mémorial Michela Fanini
  - 3e du Tour de Toscane féminin-Mémorial Michela Fanini 
  - 3e du championnat d'Italie du contre-la-montre
  - 3e du Tour de Thuringe féminin
  - 3e du Mémorial Davide Fardelli (contre-la-montre)
  - 5e du Trofeo Alfredo Binda-Comune di Cittiglio (Cdm)
  - 7e du Tour des Flandres féminin (Cdm)
- 2011
  - 3e de l'Open de Suède Vårgårda Time Trial (contre-la-montre par équipes)
  - 5e du Grand Prix de la Ville de Valladolid (Cdm)
  - 9e du Tour des Flandres (Cdm)
- 2012
  - Grand Prix du Salvador
  - 1re étape du Tour du Salvador
  - Gran Premio della Liberazione
  - 1re étape du Tour du Trentin international féminin
  - 2e du Samyn des Dames
  - 6e du Trofeo Alfredo Binda-Comune di Cittiglio (Cdm)
- 2013
  - Grand Prix de Oriente (en)
  - Tour du Salvador :
    - Classement général
    - 1re, 2e (contre-la-montre par équipes) et 4e étapes

  - 3e du Grand Prix GSB (en)
  - 7e du Grand Prix de Plouay (Cdm)

## Classements mondiaux
| Année          | 2000 | 2001 | 2002 | 2003 | 2004 | 2005 | 2006 | 2007 | 2008 | 2009 | 2010 | 2011 | 2012 | 2013 |
| Classement UCI | 195e | 172e | 73e  | 213e | 87e  | 26e  | 23e  | 4e   | 25e  | 6e   | 29e  | 30e  | 25e  | 18e  |
| Coupe du monde | -    | -    | -    | -    | 66e  | 14e  | 55e  | 4e   | ?    | 17e  | 17e  | 17e  | 42e  | 41e  |

## Distinctions
- Oscar TuttoBici des juniors : 1999
- Oscar TuttoBici : 2009